# Anticolonialismo
L'anticolonialismo è una corrente o atteggiamento politico che mette in discussione i principi e l'esistenza stessa del colonialismo. Anche se il termine è apparso soltanto all'inizio del XX secolo, una critica della colonizzazione vede la luce fin dal periodo delle grandi scoperte geografiche del XV e XVI secolo.

## Storia
Ad ogni tappa della storia coloniale corrisponde un certo tipo di anticolonialismo. Esso, peraltro, si sviluppa principalmente nei paesi che erano interessati all'espansione coloniale e quindi inizia in Francia e nel Regno Unito, per giungere solo nel corso dell'Ottocento negli altri paesi d'Europa, tra cui l'Italia. Durante l'Illuminismo l'anticolonialismo non costituiva ancora una dottrina omogenea: il colonialismo era denunciato in base a principi filosofici, morali o economici e i partigiani dell'anticolonialismo non si basavano sulle medesime analisi politiche. Tra gli autori impegnati su questo fronte figura Denis Diderot e il suo Supplément au Voyage de Bougainville (Supplemento al Viaggio di Bougainville), che è una riscrittura in chiave critica delìa relazione del proprio viaggio, scritta dall'esploratore francese Louis-Antoine de Bougainville. Nel corso del secolo seguente, l'opposizione alla colonizzazione iniziò come movimento di opinione di alcuni ceti privilegiati e divenne solo verso la fine del XIX secolo un'opinione diffusa tra le masse popolari.
In Francia, paese impegnato nelle imprese coloniali più intensamente e da più tempo, anche alcuni dirigenti socialisti si dichiararono non assolutamente contrari al possesso e allo sfruttamento coloniale. Così dichiarava nel 1925 Léon Blum, leader del Partito Socialista: «Noi ammettiamo che ci possa essere non solo un diritto, ma un dovere da parte di quelle che si chiamano le razze superiori (e con ciò si rivendica talvolta per loro un privilegio in qualche misura immeritato), il dovere di portare al proprio livello le razze che non sono pervenute allo stesso grado di cultura e di civiltà». Tra i liberali francesi, ovviamente, si trovarono numerosi gli assertori ancor più convinti dell'espansione coloniale, come fece Alexis de Tocqueville che appoggiò la conquista coloniale dell'Algeria da parte della Francia, opponendosi, in Parlamento, a Frédéric Bastiat, il quale invece vi si opponeva per ragioni principalmente economiche e di opportunità politica. Anche in Inghilterra, che fu la maggiore potenza coloniale del XIX secolo, si manifestarono posizioni anticolonialiste, che però erano espresse soprattutto da esponenti liberali come Richard Cobden e Herbert Spencer che si opposero con vigore alle politiche espansioniste dell'Impero inglese.
In Italia invece l'anticolonialismo era abbastanza diffuso, anche se non ancora connotato come patrimonio di un preciso orientamento politico. Ci furono tuttavia episodi di opposizione di massa ai primi tentativi coloniali italiani negli ultimi due decenni del XIX secolo; per esempio il grande raduno anticolonialista promosso il 23 agosto del 1885 a Milano dai deputati della Sinistra storica Antonio Maffi e Giuseppe Mussi per impedire la partenza di nuovi contingenti per l'Africa e costringere il governo a richiamare le truppe in Italia.
Nella fase della Prima e della Seconda Internazionale, i socialisti italiani furono maggiormente impegnati nell'opposizione alle avventure coloniali, spinti anche dal fatto che l'anticolonialismo era essenzialmente sentito come antimilitarismo, opposizione al dominio dell'esercito, rifiuto della irregimentazione dei proletari in uniforme, delle spese, della guerra borghese. L'aspetto più propriamente politico e civile della questione, la conquista e il dominio di altri popoli, era decisamente in secondo piano. Questo secondo elemento di analisi e di opposizione diventò dominante nell'elaborazione teorica della Terza Internazionale, che dedicò alla questione coloniale un importante congresso (il primo Congresso dei Popoli d'Oriente) già nei primissimi tempi dalla sua fondazione, a Baku dal 1° all'8 settembre 1920. L'Internazionale aveva fatto propria la tesi di Lenin secondo la quale il colonialismo è uno degli aspetti inevitabili del capitalismo contemporaneo e quindi auspicava la saldatura della lotta delle classi lavoratrici delle metropoli imperialiste con quelle dei popoli coloniali.
Nel dopoguerra si realizzò, a partire dalla fine degli anni quaranta, lo stretto legame tra l'anticolonialismo, i movimenti di liberazione nazionale e di indipendenza nei territori occupati dalle potenze occidentali e alcune forze interne a quelle potenze, soprattutto di estrema sinistra, di intellettuali e, in alcuni casi, di cattolici democratici.